# Rogersiomyces okefenokeensis
Rogersiomyces okefenokeensis är en svampart som beskrevs av J.L. Crane & Schokn. 1978. Rogersiomyces okefenokeensis ingår i släktet Rogersiomyces och familjen Sporidiobolaceae.   Inga underarter finns listade i Catalogue of Life.